# Rówień nad Piecem

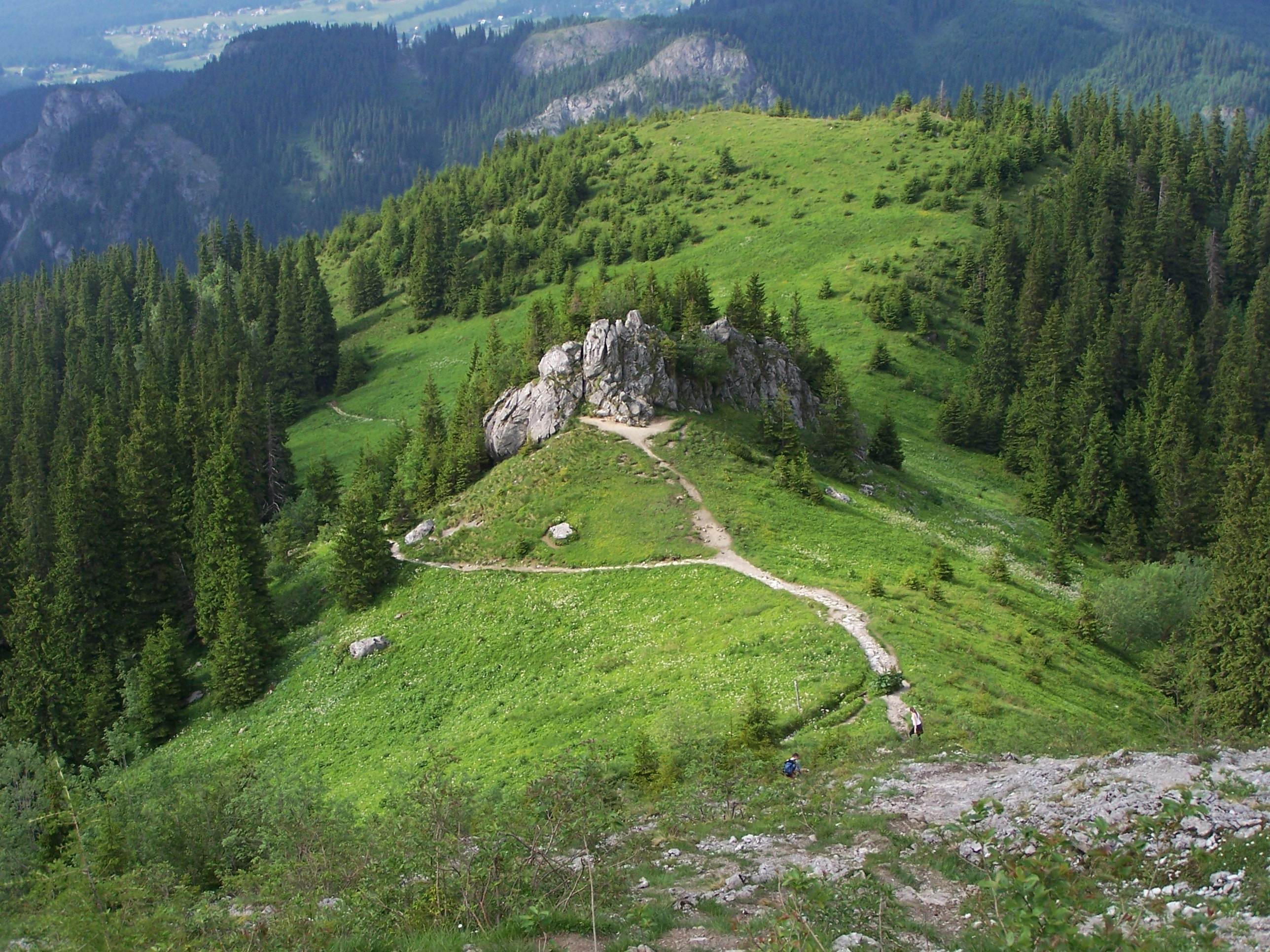
Wyżnia Upłaziańska Rówień, Piec i Rówień nad Piecem

Rówień nad Piecem – najniższa część północno-zachodnich stoków Upłaziańskiej Kopy w polskich Tatrach Zachodnich. Znajduje się powyżej Siodła za Piecem (ok. 1450 m), a poniżej Źródlisk. Wschodnie zbocza Równi nad Piecem opadają do Wołowego Żlebu w Dolinie Miętusiej, zachodnie do Narciarskiego Żlebu, będącego górną częścią Żlebu pod Wysranki.
Rówień nad Piecem to prawie pozioma łąka znajdująca się powyżej stromego i zerodowanego stoku Siodła za Piecem. Dawniej była wypasana, wchodziła w skład Hali Upłaz. Bogata flora roślin wapieniolubnych. Z rzadkich w Polsce roślin występuje tutaj m.in. rogownica szerokolistna.

## Szlaki turystyczne
– czerwony z Cudakowej Polany przez Adamicę, Upłaziański Wierszyk, polanę Upłaz, Chudą Przełączkę i Twardy Grzbiet na Ciemniak. Czas przejścia: 3:25 h, ↓ 2:30 h.